# Helina cyanicolor
Helina cyanicolor är en tvåvingeart som först beskrevs av Stein 1911.  Helina cyanicolor ingår i släktet Helina och familjen husflugor.
Artens utbredningsområde är Bolivia. Inga underarter finns listade i Catalogue of Life.